# Dödsstraff i Indien
Dödsstraff är lagligt i Indien, men verkställs sedan mitten av 1990-talet sällan, med uppehåll 1998–2004, 2004–2012, 2015-2020 och sedan 2020. De låga siffrorna, kombinerat med den höga folkmängden, avspeglar att straffet endast används för terrorismbrott eller mord under mycket graverande omständigheter, såsom i kombination med sexualbrott och grovt fysiskt våld. Straffet har sedan självständigheten 1947 verkställts genom hängning, med möjlighet till arkebusering för militära brott. 
De avrättningar som genomförts under 2000-talet ägde rum 2004 av Dhahanjoy Chatterjee, i Calcutta för sexmord på en 14-årig flicka, 2012 av Ajmal Kasab, i Pune för delaktighet i terroristattackerna i Bombay 2008, 2013 av Afzal Guru 2013, i Delhi för terrorbrott riktat mot parlamentet 2001 samt 2015 av Yakub Memon, i Nagpur för terrordåd begångna i Bombay 1993 kopplade till organiserad brottslighet. I mars 2020 hängdes de fyra män som dömts till döden för gruppvåldtäkten på en buss i New Delhi 2012, då en kvinna omkom av svåra skallskador och hennes pojkvän skadades svårt sedan de kastats av från en buss i rörelse. Ytterligare en man hade dött i fängelset av förmodat självmord, och en minderårig dömts till ett kortare fängelsestraff för delaktighet i samma gärning. 